# Spilococcus andersoni
Spilococcus andersoni är en insektsart som först beskrevs av William Higgins Coleman 1903.  Spilococcus andersoni ingår i släktet Spilococcus och familjen ullsköldlöss. Inga underarter finns listade i Catalogue of Life.